# Liutgard (Frankenreich)

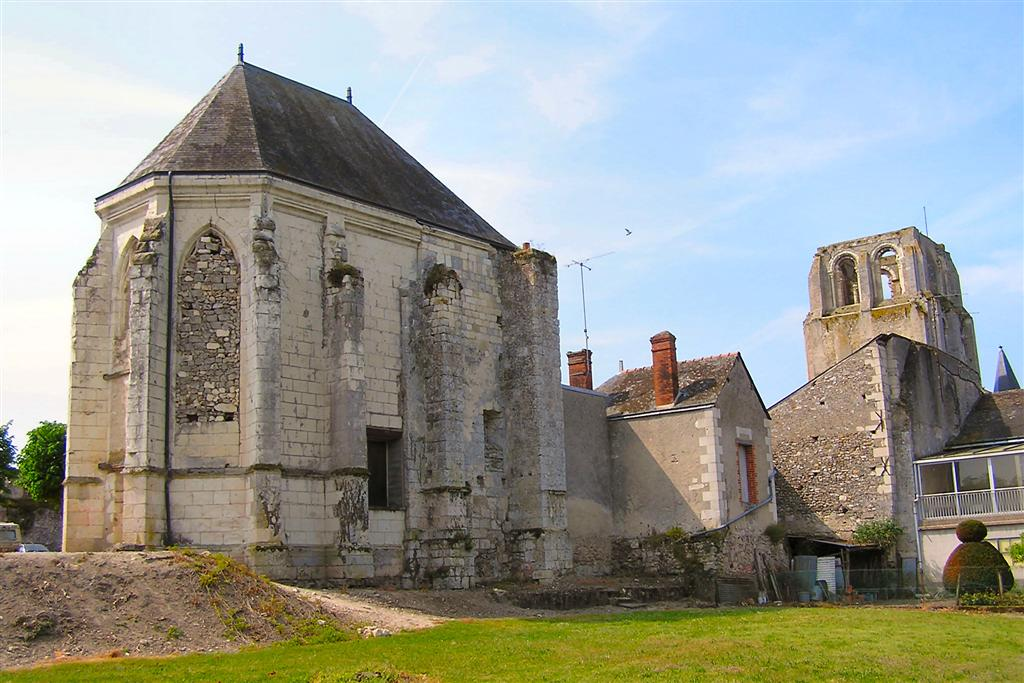
Abtei Saint-Paul de Cormery: zum Gedenken an Liutgard von Karl dem Großen errichtet

Liutgard († 4. Juni 800 in Tours) war von 794 bis 800 die Lebensgefährtin des Frankenkönigs Karl I., wobei sie zumindest eine königinnengleiche Stellung am Hof erreichte. Dass sie mit dem König verheiratet war, wohl ab 799, gilt als wahrscheinlich.

## Leben
Über die aus einem Adelsgeschlecht stammende Alamannin Liutgard, in älteren Publikationen häufiger Luitgard genannt, ist nur sehr wenig bekannt. Es wurde oft angenommen, dass sie seit 796 oder 799, wie Dieter Hägermann annahm, mit Karl verheiratet war, nachdem seine vorherige Frau Fastrada am 10. August 794 verstorben war. Auch gab es in der älteren Forschung Überlegungen, ob sie bereits vor 794 in einem Liebesverhältnis zu Karl gestanden haben könnte.
Ihr rechtlicher Status als legitime Ehefrau und damit Königin wurde infrage gestellt, weil Alkuin nirgendwo explizit von einer Eheschließung spricht. Sie trat andererseits als Königin auf und war offenbar über die Pläne Karls im Bilde. Daher bat schon im Jahr 795 Alkuin Liutgard um Auskunft über Karls Wohlergehen, seine Rückkehr und darüber, welche Pfalz er zur Überwinterung ausgesucht habe.
Liutgard wurde jedenfalls als große Schönheit von hoher Bildung und großer Freigebigkeit beschrieben und Alkuin rühmte sie in seinen Briefen; auch politisch hatte sie offenbar einigen Einfluss. Alkuin war es, der sie nie als Ehefrau Karls, sondern stets nur respektvoll „femina nobilissima“ (in einem Brief an Liutgard selbst, der auf das Jahr 795 datiert wird) oder „femina religiosa“ (in einem Brief an Paulinus von Aquileia aus dem Jahr 796) nannte. In letzterem Brief ist von nicht näher spezifizierten Geschenken Liutgards an den Patriarchen die Rede. In einem weiteren Brief – wieder vermittelt Alkuin ihre Geschenke, diesmal nach England – schreibt Alkuin von „nobilis femina“. In einem seiner Briefe an den König schreibt Alkuin von „filia mea, famula vestra fidelissima“. Schließlich schreibt er an Arn von Salzburg über ‚König, Liutgard und die Kinder‘. Nirgendwo jedoch, obwohl sie offenbar als Paar zusammenlebten, nennt er Liutgard explizit Königin oder Ehefrau des Königs.
Doch andere Autoren waren offenbar anderer Auffassung. Liutgard wird zum einen als ausnehmend schön und anmutig beschrieben, vor allem aber ausdrücklich als ‚Königin‘ und Karls ‚Gemahlin‘ genannt. Im Epos Karolus Magnus et Leo papa (V. 182–194) wird sie als „pulcherrima coniux“ des Königs beim festlichen Auszug zur Jagd geschildert („Procedit, multa circum comitante caterva, Liutgardis Karoli pulcherrima nomine coniux“). In diesem irreführenderweise als Paderborner Epos bezeichneten Werk von 799 heißt es (in Übersetzung): ‚Herrlich schimmert ihr Hals wie die Farbe der Rose, und vor dem geflochtenen Haar verblasst der leuchtende Purpur‘. Auch schreibt der Verfasser: ‚Nun schreitet die Königin („regina“) aus ihrem stolzen Gemach, lange verweilt sie, umdrängt von großem Gefolge, Liutgard mit Namen, Karls wunderschöne Gemahlin‘. Im Jahr vor ihrem Tod wird sie somit eindeutig als legitime Gattin und Königin genannt.
Zwar hatte Theodulf von Orléans nur ihre Eigenschaften drei Jahre zuvor ähnlich beschrieben: ‚Eine herrliche Jungfrau, erstrahlend im Denken und Tun von gottgefälliger Güte, wunderschön im äußeren Schmuck, noch schöner im würdevollen Handeln‘. Doch ein ihr gewidmetes Gedicht beginnt er mit den unzweideutigen Worten: ‚Oh mächtige Königin, oh Ruhm des großen Königs, oh strahlendes Licht und Zierde des Volkes und des Klerus: Dich behüte der hochthronende Vater auf lange Zeit…‘. Theodulf sah also, obwohl er sie noch als „virgo“ bezeichnet hatte, gleichfalls in ihr die „regina“.
Die Vermutung, Karl habe, vielleicht vor der Ankunft des Papstes im Jahr 799, eine fünfte und letzte Ehe mit ihr geschlossen, legt eine Notiz Einhards nahe, nach der König Karl nach dem Tod Fastradas Liutgard geheiratet habe, von der er keine Nachkommen gehabt. Im Gegensatz zu Liutgard spielten die drei oder vier „Beischläferinnen“, die auf Liutgard folgten, am Hof keinerlei politische Rolle, sie werden wohl auch nur deshalb erwähnt, weil sie vom nunmehrigen Kaiser Kinder hatten.
Liutgard – Stefan Weinfurter nennt sie bei dieser Gelegenheit mit Blick auf den König „seine letzte Gemahlin“ – starb am 4. Juni 800 im Kloster Saint-Martin in Tours, wo sie auch beigesetzt wurde. Zwei Tage zuvor war eine Urkunde des Königs ausgestellt worden, die das Kloster neu gründete und zur Abtei erhob.
Alkuin war nunmehr Abt dieses Klosters geworden. Anwesend bei den folgenden Verhandlungen über die Zukunft des Reiches war Karl selbst, dann seine drei Söhne Karl der Jüngere, Pippin von Italien und Ludwig. Bei dieser Gelegenheit fiel die Entscheidung, auch den jüngeren Karl in den Kreis der Erben aufzunehmen.